# Alexander von Kotzebue

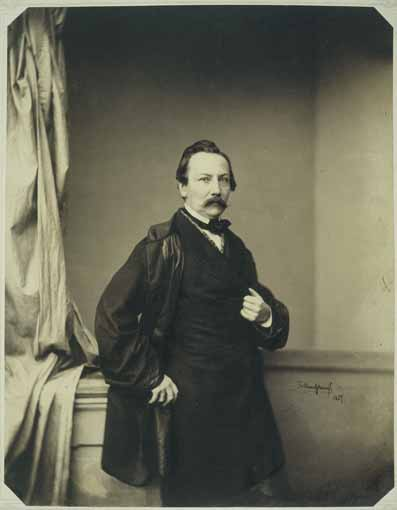
Alexander von Kotzebue (1857)

Alexander Friedrich Wilhelm Franz von Kotzebue (em russo, Александр Евстафиевич Коцебу; Königsberg, 9 de junho de 1815 — Munique, 24 de agosto de 1889) foi um pintor teuto-russo do romantismo dedicado à representação de cenas de guerra.
Filho do dramaturgo August von Kotzebue, estudou na Academia de São Petersburgo, treinou em Paris e visitou a Bélgica, Países Baixos, Itália e Alemanha até finalmente se estabelecer em Munique.

## Galeria

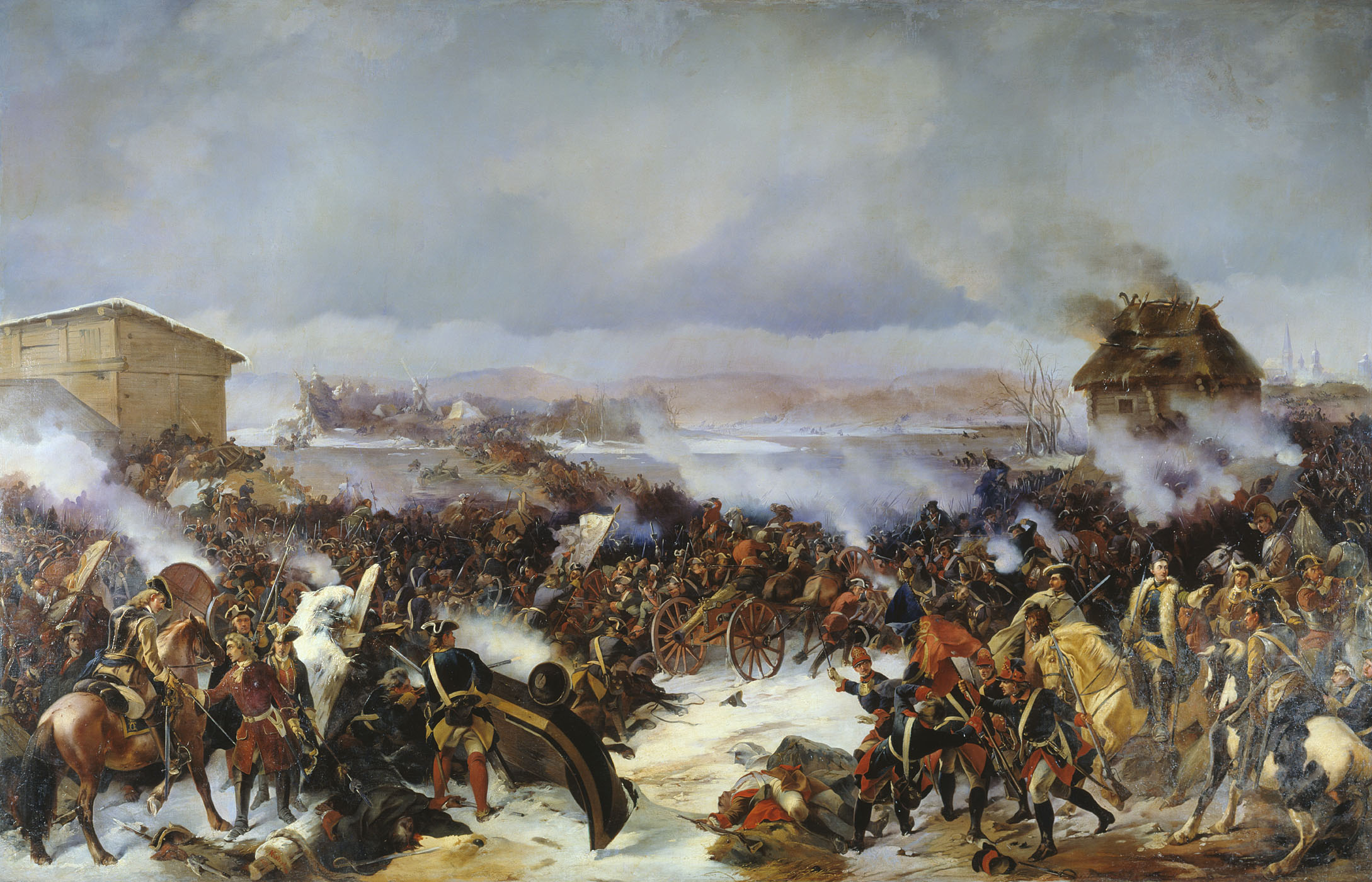
Batalha de Narva.
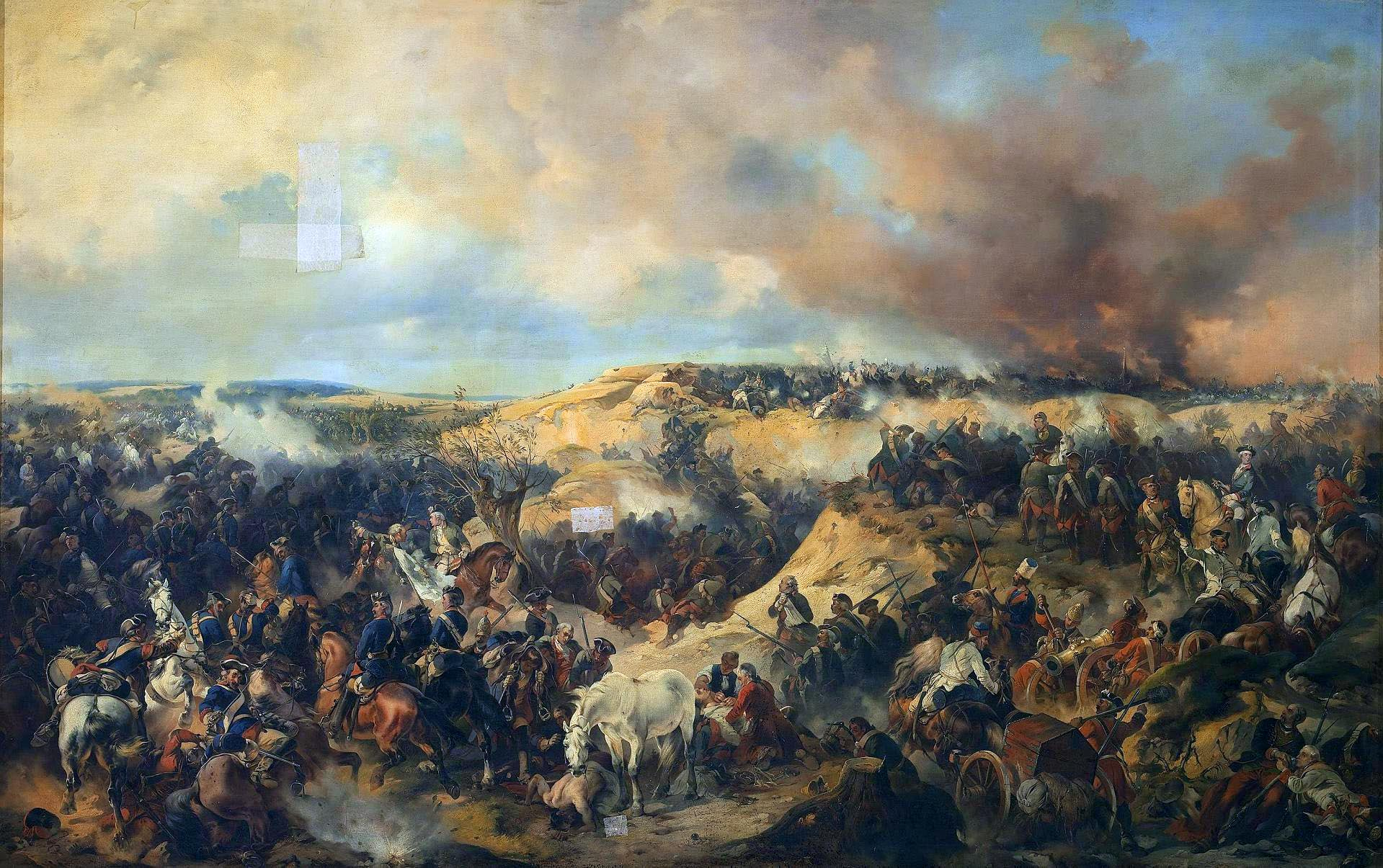
Batalha de Kunersdorff.
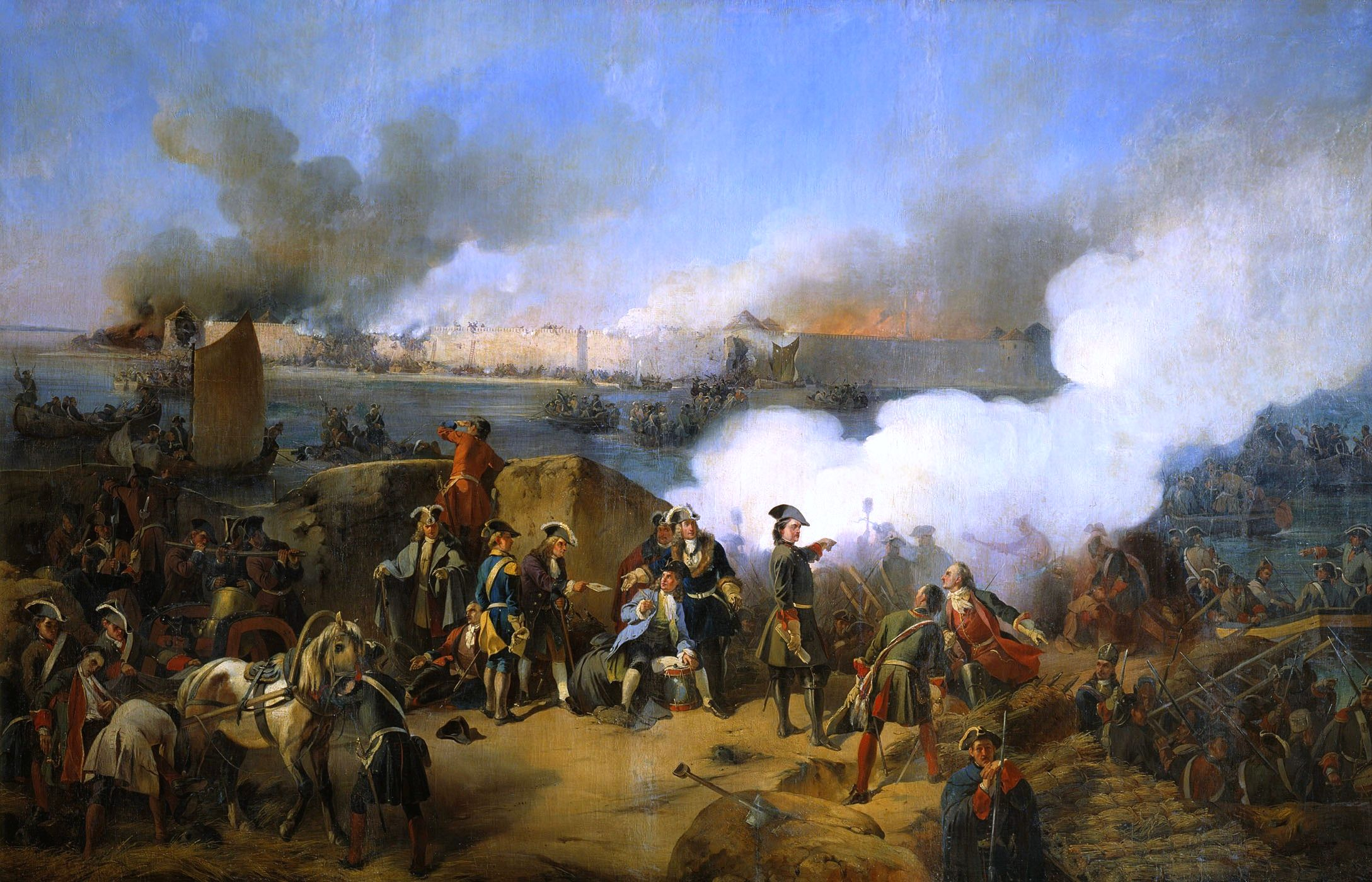
Ataque a Noteburgo.